# Holländare (väderkvarn)

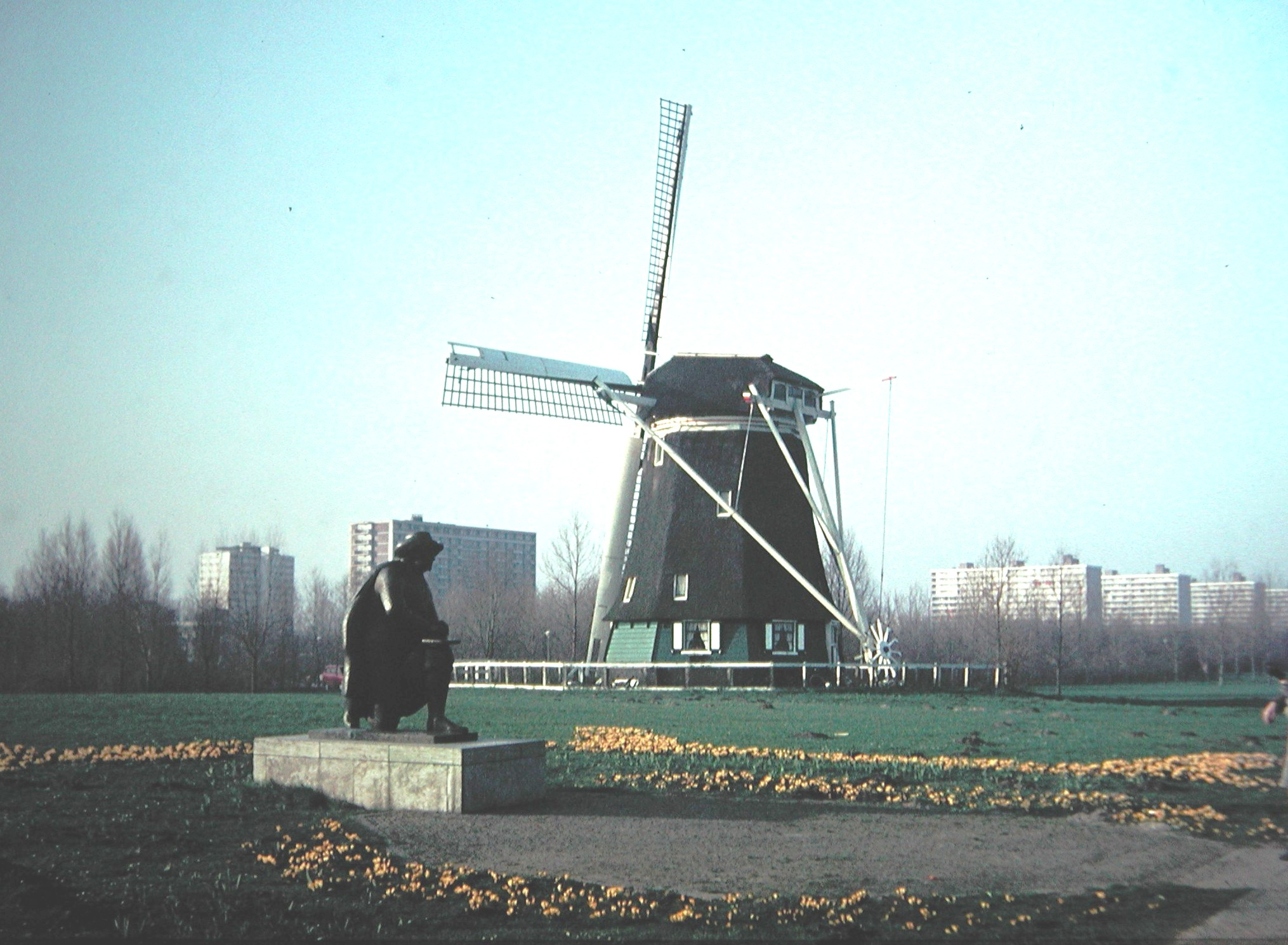
Riekermolen i Amsterdam med en staty av en sittande Rembrandt, som skissar motivet. På Nationalmuseum i Stockholm finns en etsning av motivet signerad 1641.

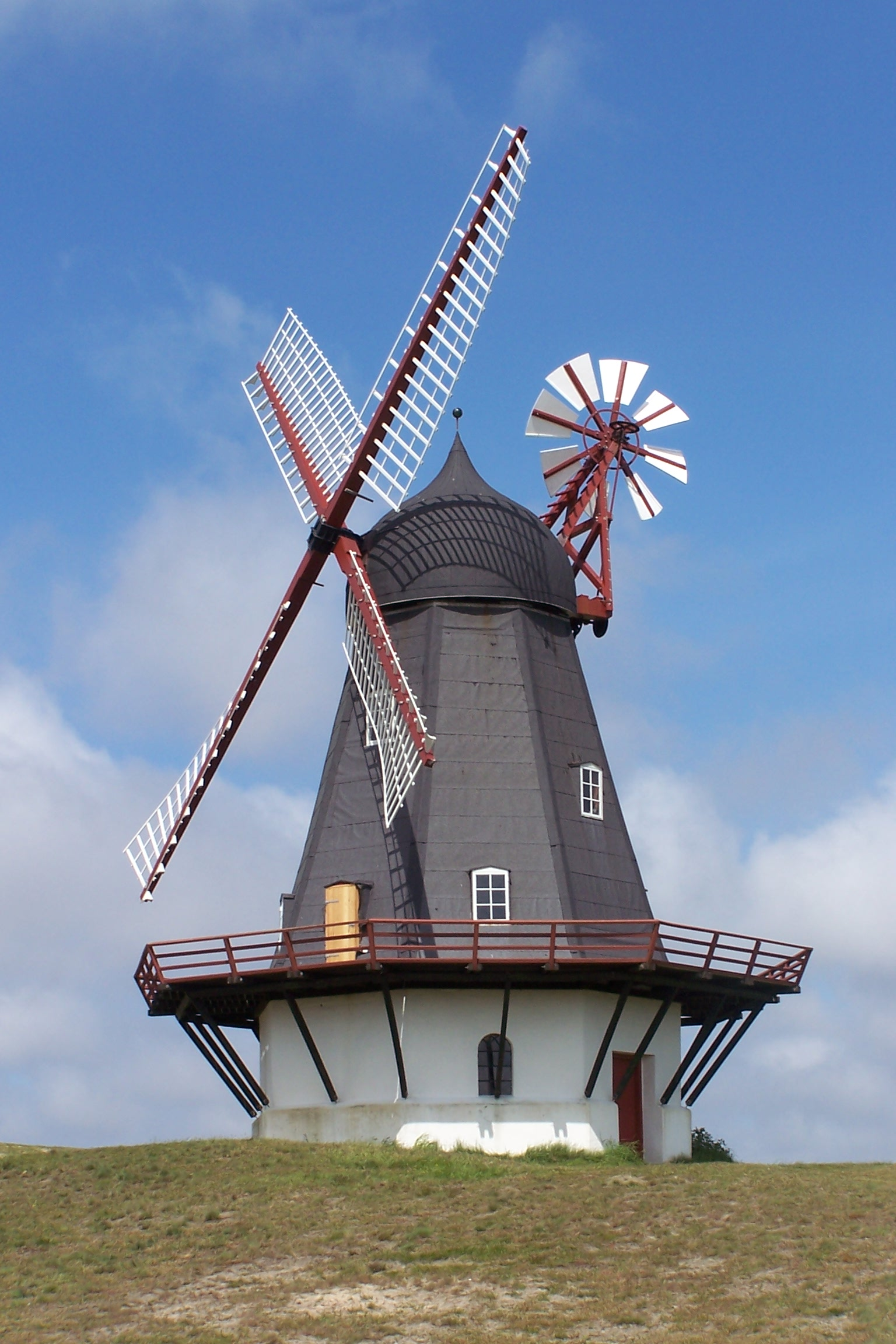
Holländare med rosett. Fanø i Danmark.

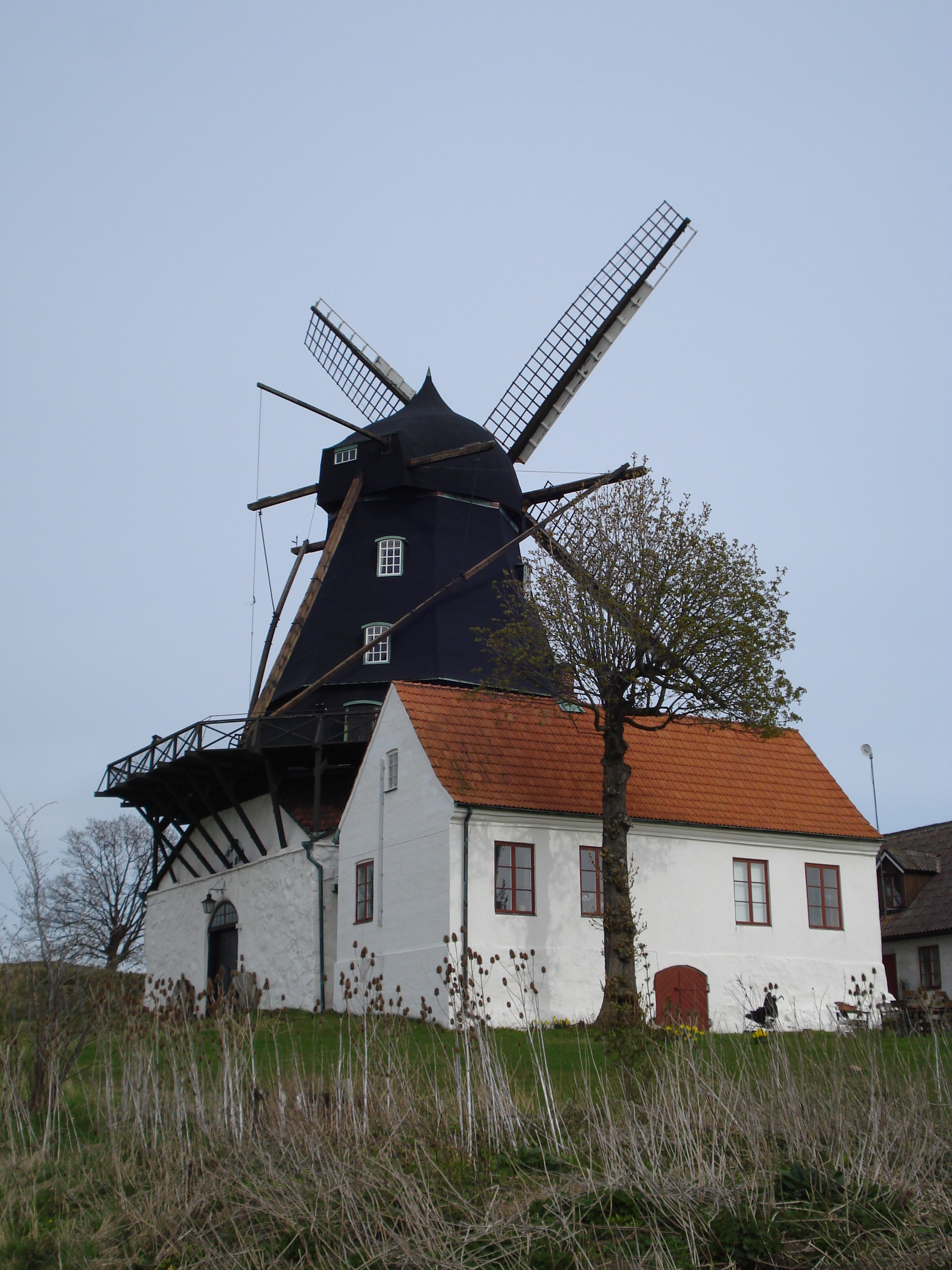
Kronetorps mölla

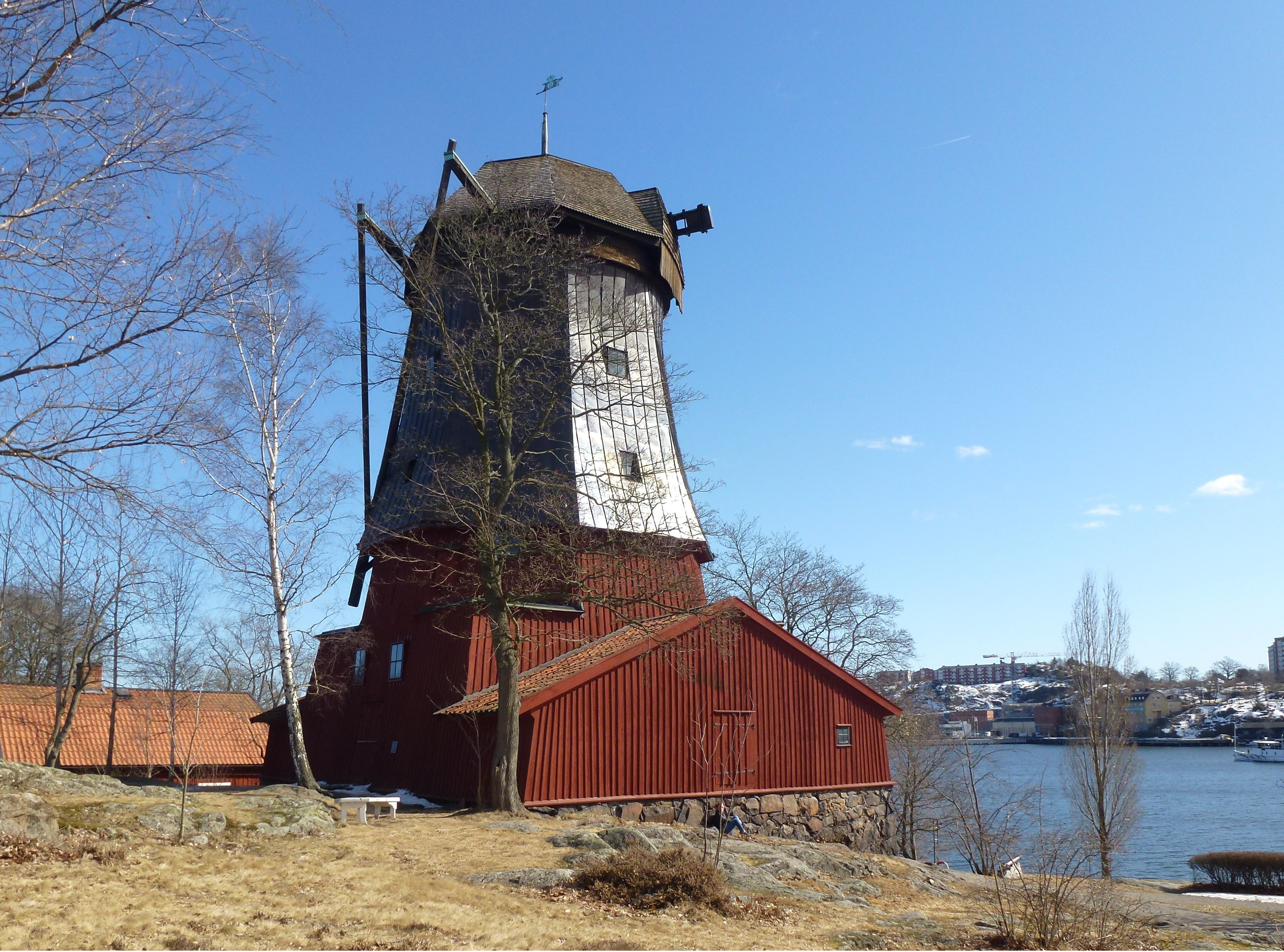
Waldemarsuddes oljekvarn

En holländare eller hättekvarn är en typ av väderkvarn med en roterbar toppkupol som kan vridas i önskad riktning för ett optimalt utnyttjande av vindens kraft. Denna kvarntyp skiljer sig väsentligt från en stubbkvarn eller paltrockkvarn, som förekom främst i norra Europa. Medan stubbkvarnens konstruktion underlättas av ett mindre format, är byggnadskroppens tyngd inget direkt problem på en holländare, som enbart behöver vrida själva toppkupolen med vingaxelns infästning.
Leonardo da Vinci skissade omkring 1500 på en hätte-kvarn och även på hättans vridningssystem med spak inuti kvarnen.

## Toppkupolen
Holländarens typiska vridbara toppkupol kan vridas manuellt eller utrustas med ett extra vindroder, i form av en tvärställd rotor, som sköter vridningen automatiskt. Detta vindroder kallas i sammanhanget för en rosett som via ett kugghjulssystem automatiskt kan vrida toppkupolen till vindögat. Eftersom kugghjulssystemet har en hög utväxling är förhållandevis ganska lätta vindar tillräckliga för att driva runt kupolen.

## Historik
"Holländaren" introducerades efter förebilder i Holland där man nyttjat dessa kvarnar för att pumpa vatten allt sedan 1500-talet. Till Sverige kom ”holländaren” under 1700-talet och de första av dessa kvarnar hade kroppen byggd i sten eller tegel. Snart förenklades dock konstruktionen och man byggde nedersta våningen eller våningarna i sten medan resten av byggnaden uppfördes i trä. 
Den äldsta kända holländarmöllan i Skåne byggdes 1705 av en till Malmö inkallad byggmästare från Göteborg, Jacob Fiegell. Möllan kallades Kattamöllan och låg på den dåvarande stadsvallen strax öster om nuvarande Gustav Adolfs torg. Möllan brann ner 1744.  I Bohuslän byggdes den första holländaren 1765 på Lilla Brattön i Valla socken på Tjörn av handelsmannen Busk.

## Förekomst i Sverige

### Skåne
Holländarna är vanliga i Skåne, se till exempel Bräcke mölla, Kronetorps mölla, Nordens näst största mölla, eller Sophiamöllan.

### Stockholm
Under 1600-talet kom en modernare kvarntyp än stolpkvarnen att introduceras i Sverige och Stockholm. Den äldsta kända holländaren i Stockholm var Skeppsholmskvarnen som uppfördes 1666 på nuvarande platsen för Skeppsholmskyrkan. Den äldsta bevarade holländaren i Stockholm är Waldemarsuddes oljekvarn som uppfördes på 1780-talet, den står även kvar på sin ursprungliga plats. En annan känd holländare var kvarnen Klippan  som stod på Danviksklippan i nuvarande stadsdelen Södra Hammarbyhamnen i Stockholms kommun. Kvarnen uppfördes 1770 och revs 1903.

### Öland
Den holländska kvarntypen kom till Öland omkring 1860, och enligt Kalmar läns museum lär det ha funnits upp till cirka 25 så kallade holländare på ön. Sandviks kvarn på Öland räknas som norra Europas största väderkvarn.

### Gotland
Till Gotland kom hättekvarnarna under andra hälften av 1700-talet. Ofta byggdes kvarnhuset av kalksten, med huvarna klädda av takspån. Runt sekelskiftet 1900 uppfördes på mellersta Gotland ett flertal holländare helt i trä. På norra Gotland kom de efterhand att helt dominera. Av 255 inventerade väderkvarnar i samband med kvarninventeringen 1971–1972 var då 155 holländare.